# Mishima Kurone
Mishima Kurone (三 嶋 く ろ) (sinh ngày 6 tháng 9, không rõ năm) đến từ Saitama, là một họa sĩ vẽ tranh minh họa cho Light novel. Cô được biết đến với hai tác phẩm chính là Akashic Records of Bastard Magic Instructor và Kono Subarashii Sekai Ni Shukufuku o!. Các tác phẩm được cô phụ trách minh họa được xuất bản rộng rãi trên toàn thế giới. Không quá khi nói rằng cô là một họa sĩ tài năng với nét vẽ đẹp tuyệt vời và những tác phẩm vô giá.

## Sơ lược
Mishima Kurone là một trong những họa sĩ minh họa nổi tiếng tại Nhật Bản, với đối tượng được hướng tới là các thanh thiếu niên. Do vậy nét vẽ của cô có phần tươi trẻ, mang phong cách anime như các đồng nghiệp khác. Mishima chủ yếu vẽ nhân vật nữ, là những cô gái trẻ với ngoại hình xin đẹp xuất hiện trên hầu hết những trang bìa Light novel của cô. Cô ít khi vẽ các nhân vật nam vì sở trường của cô là vẽ nữ. Nhưng cứ thử nhìn Mishima vẽ nam một vài lần mà xem, chao ôi, bạn sẽ choáng ngợp vì vẻ đẹp trai lãng tử của họ. Cô cũng rất sáng tạo trong việc tạo hình các nhân vật, trang phục và biểu cảm. Những nhân vật dưới ngòi bút của cô, tuy cùng một mẹ mà chẳng ai giống ai cả. Đó cũng là những điểm nhấn tuyệt vời tạo nên người họa sĩ tên Mishima Kurone.

### Nét vẽ
Mishima Kurone có nét vẽ vô cùng đặc trưng, đó là điều mà chỉ những fan ruột mới nhận ra được. Thoáng nhìn qua thì như bao hình minh họa Light novel khác, bạn sẽ chẳng nhận ra điều gì đặc biệt trong đó cả. Nhưng sau một thời gian quen mắt với nét vẽ này, thì tin tôi đi. bạn sẽ chẳng thể nhầm lẫn nó với ai được đâu. Gam màu tươi sáng mà hài hòa, cặp mắt tròn đáng yêu, khuôn mặt thanh tú dịu dàng và đặc biệt là mái tóc óng ả được đổ bóng cẩn thận. Bạn hoàn toàn có thể bắt gặp hình ảnh này trong những bức tranh của Mishima.
- Mishima rất chuộng màu tóc bạch kim nên cả hai tác phẩm mà cô phụ trách đều có những cô gái mang màu tóc như vậy. Cô thích tóc dài và không cần hỏi lý do thì một người hâm mộ như tôi cũng dễ dàng đoán ra được. Đó là vì khi đặt bút tỉa một mái tóc dài, nét vẽ sẽ trở nên mềm mượt và trông rất thích mắt. Đấy là lý do trong các tác phẩm của Mishima, hầu hết các nhân vật nữ dù để kiểu tóc đuôi ngựa, buộc nửa đầu, búi nửa đầu hay buộc hai bên thì họ đều có điểm chung là mái tóc dài rất thẳng và mượt mà. Nét tỉa tóc của Mishima vốn đã rất mềm mại, theo thời gian càng mềm hơn và giờ thì đã đạt đến độ mềm tuyệt đỉnh. Từng sợi tóc được chăm chút điêu luyện và phức tạp, sử dụng hiệu ứng gió và ánh sáng nên trông cực kì tự nhiên. Độ dày mỏng phù hợp với từng nhân vật và chủ yếu là tóc mỏng. Kiểu tóc mái đa dạng, phong phú và đặc biệt không thể không kể đến những phụ kiện đặc trưng đại diên cho từng nhân vật. Lấy bộ Light novel nổi tiếng Roku de nashi Majutsu Koushi to Akashic Record làm ví dụ, ta có thể thấy một điều lý thú là hầu như tất cả các nhân vật nữ đều có một phụ kiện trang trí đính kèm trên tóc. Điều đó dường như phản ánh sự quan tâm tuyệt đối vào việc chăm chút tạo hình của các nhân vật, đem lại cái hồn cho cuốn sách.
- Điều tuyệt vời thứ hai đến từ nét vẽ của Mishima sau mái tóc đó chính là khuôn mặt. Mặt là bộ phận cơ thể sẽ được chú ý đầu tiên khi quan sát một nhân vật, vì thế ngũ quan trên gương mặt hình minh họa cần phải được thể hiện tốt, và cô đã làm xuất sắc điều đó. Khuôn mặt của người họa sĩ này mang một nét rất đặc trưng, rất cá tính. Đường nét trên mặt thể hiện rạch ròi giới tính của nhân vật, ngũ quan hài hòa, cân đối. Không những thế biểu cảm còn rất đa đạng. Những lúc vui, buồn, giận dỗi,... đều được bàn tay tài hoa của Mishima phác họa hết sức dễ thương. Không thể không kể đến những nhân vật nam với khuôn mặt điển trai khiến bao chị em si mê quắn quéo. Lại nói đến bộ sách Roku de nashi Majutsu Koushi to Akashic Record, trời ơi, không phải vì tôi thích ảnh hay gì đâu nhưng mà nam chính nó đẹp trai hút hồn chim én. Cái khoảng khắc nhìn thấy gương mặt đấy, không phải tôi thích anh ấy hay gì đâu, nhưng mà tôi có cảm giác như tim mình rơi bộp xuống đất rồi hay sao ấy. Nói chung là huhuhu anh ấy đẹp trai thực sự. Dĩ nhiên tôi nói điều này không phải là vì tôi thích anh ấy hay gì đâu nhé. Các bạn có thể xem một hồ sơ nho nhỏ do fandom tạo ra https://rokuaka.fandom.com/wiki/Glenn_Radars.
- Nhắc về cá tính riêng được thể hiện qua nét vẽ của Mishima Kurone, thì đôi mắt luôn là thứ được nghĩ đến đầu tiên. Tài năng đáng ngưỡng mộ của nữ họa sĩ đã tạo nên một style mắt không-chê-vào-đâu-được. Mắt cô vẽ nói chung là tròn và sáng, được đổ bóng cẩn thận. Kiểu mắt của cô không có tròn đen, thay vào đó tròn sẽ có màu tiệp với màu mắt. Con ngươi được tô một lớp sẫm ở phía trên, sau đó là nhạt dần và sáng ở phía dưới. Mỗi có mắt có từ 1-2 bóng sáng, tròn hoặc không. Lông mi màu đen và tương đối dày tạo nên vẻ dễ thương hiếm thấy. Mắt cho nam thì có thể dài và nhỏ hơn một chút. Bạn có thể tham khảo vài bức tranh của cô, sẽ thấy những cặp mắt này khó bắt chước cực kì. Nhưng tin tôi đi, một khi bắt chước được bạn sẽ nhận ra kiểu mắt này "riêng" thế nào. Tôi đã cố bắt chước nét vẽ của Mishima vì quá hâm mộ cô ấy. Và khi đăng tải bức hình đó lên mạng, đã có người nhận sẽ rằng tôi có một kiểu vẽ mắt rất đặc trưng, và cậu ấy chỉ cần nhìn đôi mắt là biết đây là tranh của tôi. Tôi có nên coi đây là một thành công của người theo đuổi senpai không nhỉ?

## Hoạt động

### Light novel
- KonoSuba
- Mangetsu no Jinrou to Hangetsu no Vampire
- Next Haven
- Ore no Real to Netoge ga Love Comedy ni Shinshokusare Hajimete Yabai
- Ore to Kanojo no Battle wa Living de
- Roku de nashi Majutsu Koushi to Akashic Record
- Ngoài ra còn sản xuất những cuốn Artwork do chính tay cô thiết kế.

### Manga
- 4-koma Koushiki Anthology: Toaru Kagaku no Railgun x Toaru Majutsu no Index
- Choujigen Game Neptune: The Animation - Dengeki Comic Anthology
- Hataraku Maou-sama! High School!

## Liên kết
- Website: http://shiropro.com/?page_id=92
- Dự án: http://shiropro.com/?page_id=61
- Phòng trưng bày: https://www.pixiv.net/member.php?id=1184799
- Hồ sơ: https://myanimelist.net/people/19197/Kurone_Mishima
- Twetter: https://twitter.com/mishima_kurone
- Fanpage Facebook: https://www.facebook.com/mishima.kurone.fanpage/?hc_ref=ARQpguHmY1ZC8_nGJGZAp4mTOVAG6e8vWr4n8yShJwJM1fxpuA8H_Dn47_g6tTQhXNY&fref=nf&__xts__%5B0%5D=68.ARAie6uCmZujtk8I-c3AYUnf6GQA5XLeLoGUAJb-oAnhRsYiSl8JdQljwiS5SGIlXGSffOwC5N1l-vIvtBpLImxZnOxoTo8L26Hyd1Y34Z7dHswftB-P0ay0Y2xfyqZN9WxX1bnKE7BA-4KKlv2RLIekuInZb1dn56GIkyqSFnfP0gatvbPLEqG1iLl7cmA3pXHzA-2zgz-33FxtOfZLU36-g7eErRl3DdcWhAv1OQ6B-PrsA6NpLe_ew3zahOhs6QtxrFSc0myZBGwAJxASI_--aa6wg1VIxgqzEp58B5CspNJc&__tn__=kC-R
- Artwork: https://www.ebay.com/p/Kurone-Mishima-Artworks-Cheers-Konosuba-Japan-Anime-Art-Book-Cute-Girl-M155/2125441605
- Sách: https://www.dr.com.tr/yazar/kurone%20mishima